# .no

.no는 노르웨이의 인터넷 국가 코드 최상위 도메인이다. 등록은 신뢰 등록원을 통해 수행되며, 국제화 도메인 이름이 등록된다. (자세히 보기) 등록은 Brønnøysund 등록 센터에서 처리된다.
2022년 12월 24일 기준 등록된 .no 도메인 수는 843,749개이다. 노르웨이에 소재하고 Brønnøysund 등록 센터에 등록된 조직은 각각 100개의 도메인으로 제한된다. 노르웨이에 거주하는 개인은 2단계 도메인 priv.no에 등록할 수 있으며 2014년 6월 17일 현재 .no 바로 아래에 등록할 수 있다. 지방자치단체, 학교 등 특정 유형의 조직을 위한 다른 2차 도메인도 존재한다. 엄격한 규제로 인해 사이버 투기 및 창고 보관이 거의 불가능해졌다.
2001년에 규제가 자유화되면서 프로세스가 자동화되고 소급적 분쟁 해결 제도가 도입되었다. 이로 인해 등록 붐이 일었고, 연간 누적 등록 건수는 100,000건을 넘어섰다. 도메인 이름은 26개의 기본 라틴 문자, 숫자 및 하이픈으로 구성될 수 있으며, 2004년부터 노르웨이어 문자 3개와 사미어 문자 20개가 허용되었다. 전체 숫자 도메인은 2007년에 도입되었고 priv.no는 2011년에 도입되었다.